# Hermógenes Netto
Hermógenes Netto (* 14. August 1913 in Santos Dumont, Minas Gerais; † Juli 1989 in Belo Horizonte) war ein brasilianischer Radrennfahrer.

## Sportliche Laufbahn
Netto war Teilnehmer der Olympischen Sommerspiele 1936 in Berlin. Im olympischen Straßenrennen schied er beim Sieg von Robert Charpentier aus. Das brasilianische Team mit Hermógenes Netto, José Magnani und Ferrer Dertônio kam nicht in die Mannschaftswertung des Straßenrennens. Er gehörte zu den ersten Brasilianern, die im Radsport an den Olympischen Sommerspielen teilnahmen.